# Viggiano (Italie)
Viggiano est une commune italienne d'environ 3 360 habitants située dans la province de Potenza, dans la région Basilicate, en Italie méridionale.

## Géographie
Viggiano est située à 1 023 m d'altitude.

## Histoire
L'antique site ayant été détruit par les Sarrasins, la population s'installa plus haut dans la montagne.

## Administration
| Période                                  | Période | Identité | Étiquette | Qualité |
| ---------------------------------------- | ------- | -------- | --------- | ------- |
|                                          |         |          |           |         |
| Les données manquantes sont à compléter. |         |          |           |         |

### Communes limitrophes
Calvello, Corleto Perticara, Grumento Nova, Laurenzana, Marsicovetere, Montemurro.